# 1695 Walbeck
1695 Walbeck è un asteroide della fascia principale del diametro medio di circa 19,62 km. Scoperto nel 1941, presenta un'orbita caratterizzata da un semiasse maggiore pari a 2,7829358 UA e da un'eccentricità di 0,2914119, inclinata di 16,69630° rispetto all'eclittica.
L'asteroide è dedicato all'astronomo e geodeta finlandese Henrik Johan Walbeck (1793-1822).